# Трициртис
Трициртис (лат. Tricyrtis) — род красивоцветущих травянистых растений семейства Лилейные (Liliaceae), произрастающих в Японии и Гималаях. Некоторые виды культивируются как декоративные растения.
Систематическое положение рода многократно менялось, ранее, род выделяли в самостоятельное семейство Tricyrtidaceae. Позже, род относили в семейство Мелантиевые (Melanthiaceae). Система APG II помещает род в подсемейство Калохортовые (Calochortoideae) семейства Лилейные (Liliaceae).

## Виды
По информации базы данных The Plant List, род включает 23 вида:
- Tricyrtis affinis Makino
- Tricyrtis chinensis Hir.Takah.bis
- Tricyrtis flava Maxim. — Трициртис желтый
- Tricyrtis formosana Baker — Трициртис формозский
- Tricyrtis hirta (Thunb.) Hook. — Трициртис коротковолосистый
- Tricyrtis imeldae Guthnick
- Tricyrtis ishiiana (Kitag. & T.Koyama) Ohwi & Okuyama
- Tricyrtis lasiocarpa Matsum.
- Tricyrtis latifolia Maxim. — Трициртис широколистный
- Tricyrtis macrantha Maxim. — Трициртис крупноцветковый
- Tricyrtis macranthopsis Masam. — Трициртис крупноцветковоподобный
- Tricyrtis macropoda Miq. — Трициртис длинноножковый
- Tricyrtis maculata (D.Don) J.F.Macbr.
- Tricyrtis nana Yatabe
- Tricyrtis ohsumiensis Masam.
- Tricyrtis ovatifolia S.S.Ying
- Tricyrtis perfoliata Masam.
- Tricyrtis pseudolatifolia Hir.Takah.bis & H.Koyama
- Tricyrtis ravenii C.I Peng & Tiang
- Tricyrtis setouchiensis Hir.Takah.
- Tricyrtis stolonifera Matsum.
- Tricyrtis suzukii Masam.
- Tricyrtis viridula Hir.Takah.bis

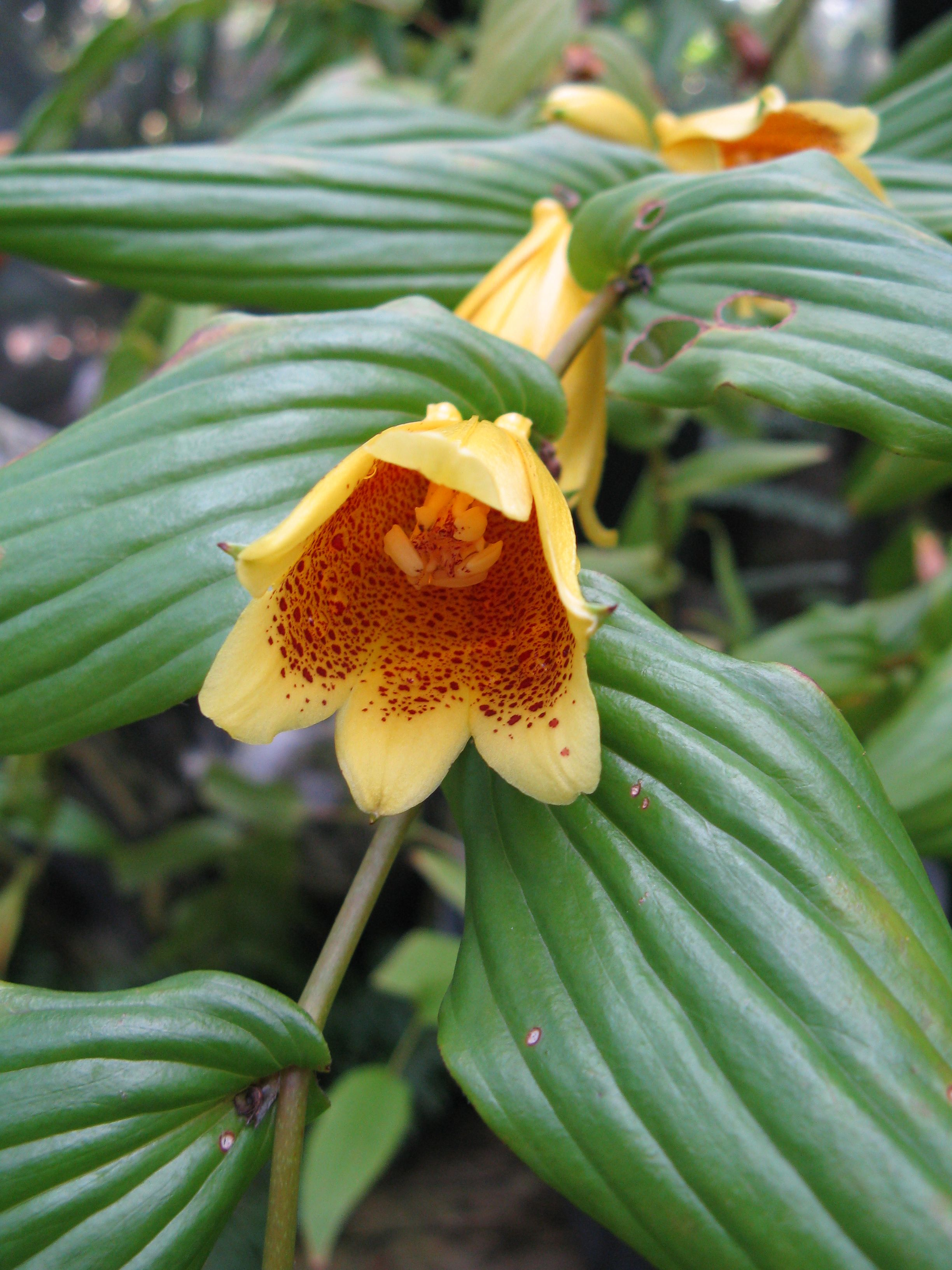
Tricyrtis macranthopsis
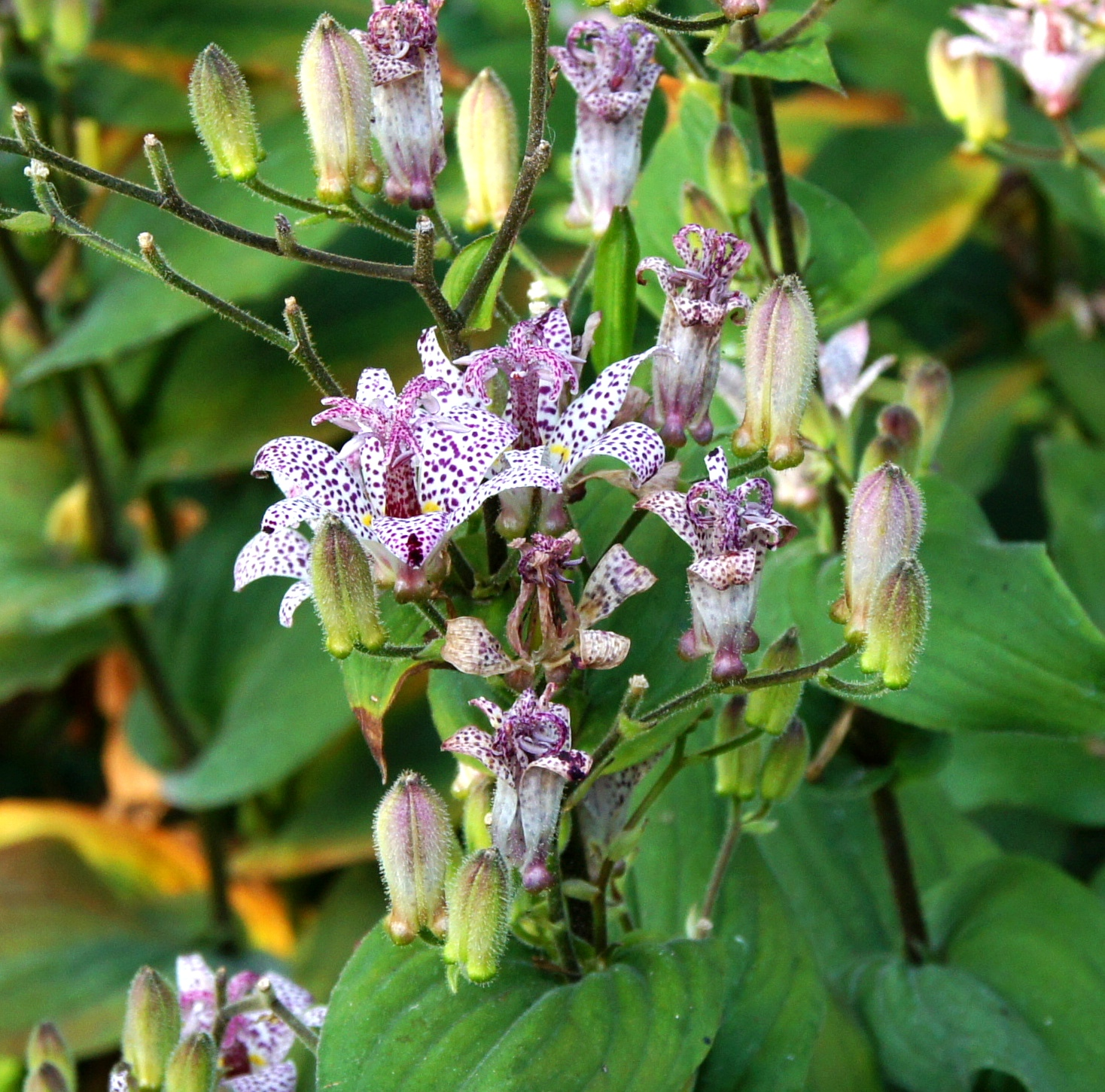
Tricyrtis formosana
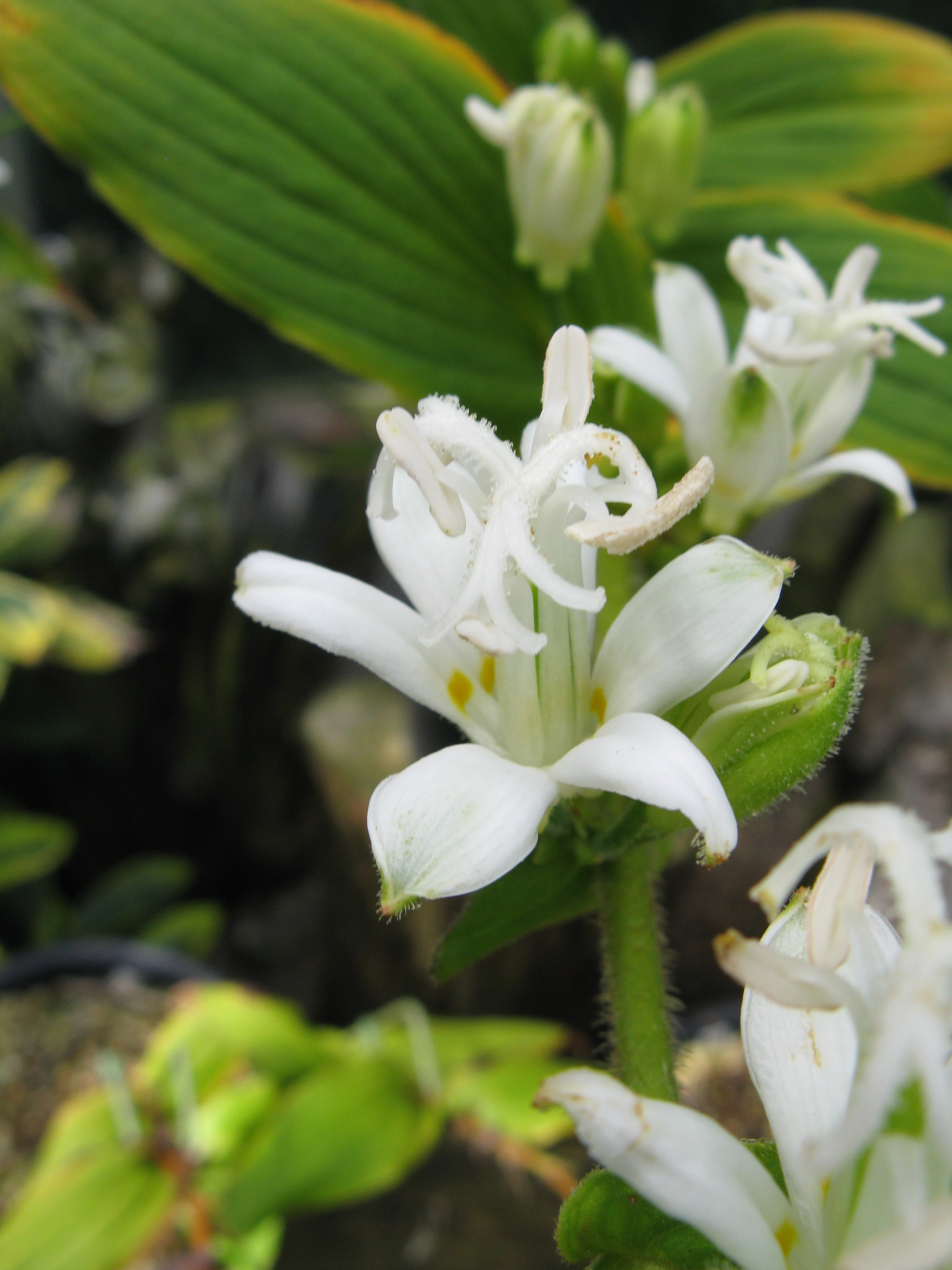
Tricyrtis macrantha
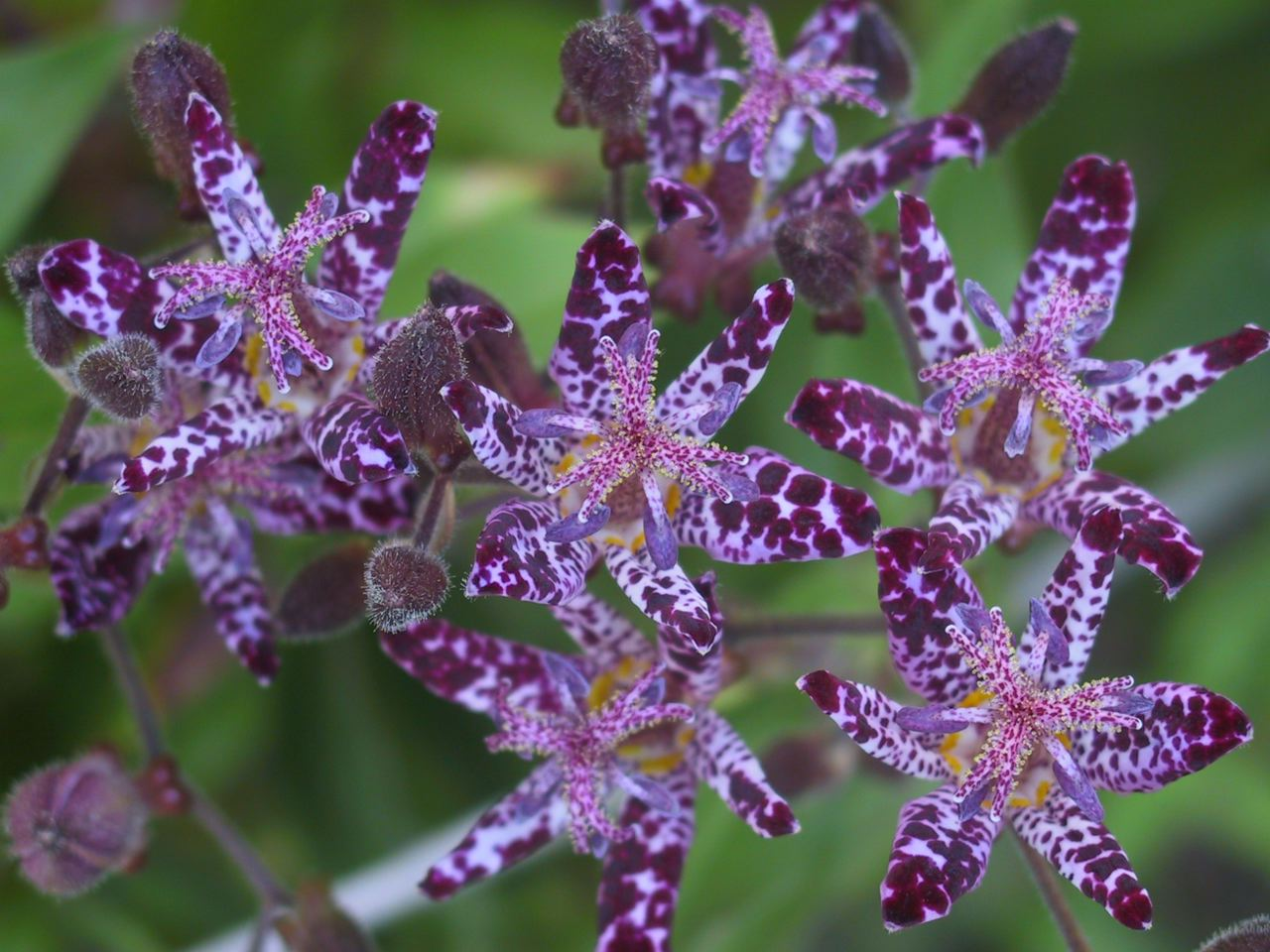
Tricyrtis hirta